# Трінген
Трінген (нім. Triengen) — громада  в Швейцарії в кантоні Люцерн, виборчий округ Зурзее.

## Географія
Громада розташована на відстані близько 60 км на північний схід від Берна, 27 км на північний захід від Люцерна.
Трінген має площу 22,1 км², з яких на 10,6% дозволяється будівництво (житлове та будівництво доріг), 64,2% використовуються в сільськогосподарських цілях, 24,8% зайнято лісами, 0,4% не є продуктивними (річки, льодовики або гори).

## Демографія
2019 року в громаді мешкало 4640 осіб (+5,6% порівняно з 2010 роком), іноземців було 26%. Густота населення становила 210 осіб/км².
За віковим діапазоном населення розподілялося таким чином: 22,7% — особи молодші 20 років, 61,1% — особи у віці 20—64 років, 16,2% — особи у віці 65 років та старші. Було 1755 помешкань (у середньому 2,6 особи в помешканні).
Із загальної кількості 3331 працюючого 272 було зайнятих в первинному секторі, 1350 — в обробній промисловості, 1709 — в галузі послуг.